# Кац, Михаил Семёнович
Михаил Семёнович Кац (29 августа 1945, Пермь — 11 июня 2004) — советский и украинский кинорежиссёр, сценарист и художник-постановщик.

## Биография
Окончил театрально-художественное училище в Одессе и Ленинградский театральный институт. Работал на Одесской киностудии (художник-постановщик с 1975 года, режиссёр с 1988 года, сценарист с 1990 года)

## Фильмография

### Режиссёр
1. 1983 — Солнце светит всем
2. 1984 — Осторожно, двери закрываются
3. 1986 — Эхо
4. 1986 — А шарик летит…
5. 1987 — Одно воскресенье
6. 1989 — Навеки — 19
7. 1991 — Пустыня
8. 1993 — Хромые внидут первыми
9. 1994 — Анекдотиада, или История Одессы в анекдотах
10. 2001 — Семена смерти

### Сценарист
1. 1991 — Пустыня[1]
2. 1993 — Хромые внидут первыми
3. 1994 — Анекдотиада, или История Одессы в анекдотах

### Художник
1. 1975 — Артём
2. 1977 — Ненависть
3. 1979 — Забудьте слово «смерть»
4. 1980 — Клоун
5. 1981 — Депутатский час
6. 1982 — Просто ужас!
7. 1983 — Трест, который лопнул
8. 1983 — Весна надежды
9. 1984 — Лучшие годы
10. 1985 — Поезд вне расписания
11. 1986 — Была не была